# Aucula dita
Aucula dita là một loài bướm đêm trong họ Noctuidae.